# Parna tenella
Parna tenella är en stekelart som först beskrevs av Johann Christoph Friedrich Klug 1816.  Parna tenella ingår i släktet Parna, och familjen bladsteklar. Enligt den finländska rödlistan är arten starkt hotad i Finland. Arten är reproducerande i Sverige. Artens livsmiljö är lundskogar.